# 사세보시

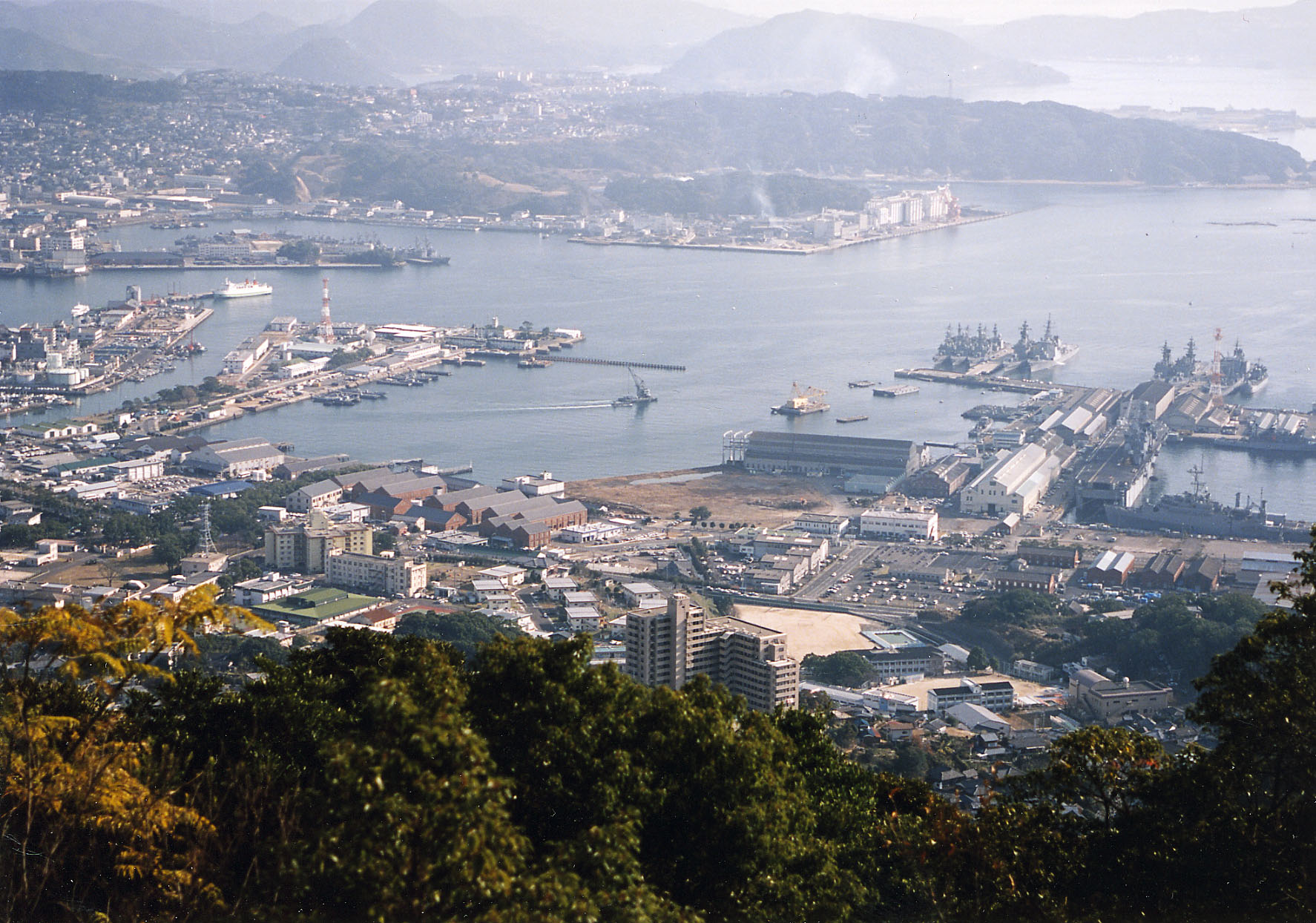
사세보항

사세보시(일본어: 佐世保市)는 일본 나가사키현 북부에 있는 시이다. 나가사키현에서 나가사키시 다음으로 큰 도시이다. 규슈 최대 테마파크인 하우스텐보스로 유명한 관광 도시이고 일본 해상자위대 기지가 주둔해 있기도 하다.

## 역사
현재 시 중심부는 에도 시대까지는 농어촌이었지만, 메이지 시대에 해군 진수부를 설치했고 이후에는 해상 방위의 중요 지역으로 발전했다. 전후에는 구군항시전환법 적용을 받아 새로운 방향으로 도시 조성을 진행했지만 아직 군항으로서 중요한 지위를 차지하고 있어 군민 간 거주지 분리가 과제다.
- 1889년 4월 1일 - 정촌제 시행으로 히가시소노기군 사세보촌이 성립하였다.
- 1902년 4월 1일 - 사세보촌이 시로 승격해 사세보시가 되었다.
- 1927년 4월 1일 - 히가시소노기군 사세촌, 히우촌을 사세보시에 편입하였다.
- 1938년 4월 1일 - 아이노우라정을 사세보시에 편입하였다.
- 1942년 5월 27일 - 하이키정, 오노정, 나카사토촌, 미나세촌을 사세보시에 편입하였다.
- 1954년 4월 1일 - 기타마쓰우라군 유기촌, 구로시마촌을 사세보시에 편입하였다.
- 2001년 4월 1일 - 특례시로 지정되었다.
- 2004년 6월 1일 - 사세보 초등학교에서 살인 사건이 벌어졌다.
- 2005년 4월 1일 - 기타마쓰우라군 요시이정, 세치바루정을 사세보시에 편입하였다.
- 2006년 3월 31일 - 기타마쓰우라군 고사자정, 우쿠정을 사세보시에 편입하였다.

## 지리
규슈 지방 북서단에 있는 나가사키현의 북쪽 기타마쓰우라 반도에 있다. 나가사키시에서 북북서쪽으로 50km, 후쿠오카시에서 남서쪽으로 100km 되는 지점이다. 서쪽에서 남서쪽~남쪽에 걸쳐서는 바다와 접한다. 동쪽은 사가현과 접한다.
기타마쓰우라 반도 중앙부에 펼쳐진 산지가 시역 중앙부의 중심 시가지까지 뻗어 있기 때문에 비탈이 많은 것이 특징이다. 시 중서부의 아이노우라 지구나 남부의 하이키 지구에도 시가지가 있다.

### 기후
연평균 기온은 17.4℃, 연 강수량은 2,207mm(2006년 기준)이다. 연중 기온은 대체로 높고 겨울도 쓰시마 해류의 영향으로 0도 이하가 되는 날은 적으며 흐린 날이 많다. 태평양형과 동해형의 중간 기후형이다.
장마 기간이 길고 고온 다습하며 강수량도 많다. 장마 때부터 가을까지 큰 비로 수해가 반복해서 일어나고 있다. 연중 맑은 날이 규슈에서도 가장 적은 편으로 1년의 3분의 1은 1mm 이상의 비가 내리고 절반이 비가 오거나 흐린 날이다. 태풍이 통과하는 길이 되는 경우도 많아 1991년 9월에 태풍 19호, 2006년 9월에 태풍 13호가 상륙했다.
| 사세보시의 기후                                              | 사세보시의 기후 | 사세보시의 기후 | 사세보시의 기후 | 사세보시의 기후 | 사세보시의 기후 | 사세보시의 기후 | 사세보시의 기후 | 사세보시의 기후 | 사세보시의 기후 | 사세보시의 기후 | 사세보시의 기후 | 사세보시의 기후 | 사세보시의 기후 |
| 월                                                           | 1월             | 2월             | 3월             | 4월             | 5월             | 6월             | 7월             | 8월             | 9월             | 10월            | 11월            | 12월            | 연간            |
| ------------------------------------------------------------ | --------------- | --------------- | --------------- | --------------- | --------------- | --------------- | --------------- | --------------- | --------------- | --------------- | --------------- | --------------- | --------------- |
| 역대 최고 기온 °C (°F)                                       | 20.3 (68.5)     | 22.4 (72.3)     | 24.5 (76.1)     | 28.4 (83.1)     | 31.7 (89.1)     | 36.2 (97.2)     | 37.6 (99.7)     | 38.0 (100.4)    | 35.2 (95.4)     | 33.0 (91.4)     | 27.2 (81.0)     | 23.9 (75.0)     | 38.0 (100.4)    |
| 일평균 최고 기온 °C (°F)                                     | 10.5 (50.9)     | 11.7 (53.1)     | 15.1 (59.2)     | 19.6 (67.3)     | 23.8 (74.8)     | 26.5 (79.7)     | 30.1 (86.2)     | 31.8 (89.2)     | 28.7 (83.7)     | 24.0 (75.2)     | 18.5 (65.3)     | 12.9 (55.2)     | 21.1 (70.0)     |
| 일일 평균 기온 °C (°F)                                       | 7.0 (44.6)      | 7.8 (46.0)      | 11.0 (51.8)     | 15.3 (59.5)     | 19.7 (67.5)     | 23.0 (73.4)     | 26.8 (80.2)     | 28.0 (82.4)     | 24.8 (76.6)     | 20.0 (68.0)     | 14.4 (57.9)     | 9.2 (48.6)      | 17.2 (63.0)     |
| 일평균 최저 기온 °C (°F)                                     | 3.6 (38.5)      | 4.1 (39.4)      | 7.2 (45.0)      | 11.3 (52.3)     | 15.8 (60.4)     | 20.0 (68.0)     | 24.4 (75.9)     | 25.2 (77.4)     | 21.8 (71.2)     | 16.4 (61.5)     | 10.5 (50.9)     | 5.7 (42.3)      | 13.8 (56.8)     |
| 역대 최저 기온 °C (°F)                                       | −4.9 (23.2)     | −6.1 (21.0)     | −3.9 (25.0)     | −0.4 (31.3)     | 5.7 (42.3)      | 11.6 (52.9)     | 14.2 (57.6)     | 17.1 (62.8)     | 10.0 (50.0)     | 4.8 (40.6)      | 0.4 (32.7)      | −3.3 (26.1)     | −6.1 (21.0)     |
| 평균 강수량 mm (인치)                                        | 63.4 (2.50)     | 81.1 (3.19)     | 120.7 (4.75)    | 152.9 (6.02)    | 171.1 (6.74)    | 328.9 (12.95)   | 342.2 (13.47)   | 255.4 (10.06)   | 195.6 (7.70)    | 98.6 (3.88)     | 101.6 (4.00)    | 77.5 (3.05)     | 1,989 (78.31)   |
| 평균 강수일수 (≥ 0.5 mm)                                     | 10.2            | 9.4             | 11.2            | 10.4            | 9.7             | 13.7            | 12.9            | 11.4            | 10.1            | 6.9             | 8.8             | 9.2             | 123.8           |
| 평균 상대 습도 (%)                                           | 63              | 62              | 63              | 66              | 70              | 78              | 79              | 76              | 71              | 65              | 66              | 62              | 68              |
| 평균 월간 일조시간                                           | 111.5           | 128.2           | 167.2           | 183.2           | 197.2           | 128.2           | 165.6           | 209.0           | 177.6           | 188.6           | 142.1           | 122.0           | 1,922.9         |
| 출처: 일본 기상청 (평년값: 1991년~2020년, 극값: 1946년~현재) |                 |                 |                 |                 |                 |                 |                 |                 |                 |                 |                 |                 |                 |

### 인접한 자치체
- 나가사키현
  - 마쓰우라시
  - 히가시소노기군 가와타나정·하사미정
  - 기타마쓰우라군 에무카에정·사자정·시카마치정
  - 사이카이시(육지로 이어진 것은 아니지만 사이카이교, 신사이카이교로 연결된다.)

- 사가현
  - 이마리시
  - 니시마쓰우라군 아리타정

## 인구
| 연도                         | 인구    | ±%     |
| ---------------------------- | ------- | ------ |
| 1920                         | 183,601 | —      |
| 1925                         | 196,391 | +7.0%  |
| 1930                         | 228,039 | +16.1% |
| 1935                         | 277,451 | +21.7% |
| 1940                         | 312,817 | +12.7% |
| 1945                         | 281,555 | −10.0% |
| 1950                         | 313,259 | +11.3% |
| 1955                         | 351,820 | +12.3% |
| 1960                         | 346,598 | −1.5%  |
| 1965                         | 302,431 | −12.7% |
| 1970                         | 287,936 | −4.8%  |
| 1975                         | 288,368 | +0.2%  |
| 1980                         | 288,231 | −0.0%  |
| 1985                         | 287,349 | −0.3%  |
| 1990                         | 280,261 | −2.5%  |
| 1995                         | 279,551 | −0.3%  |
| 2000                         | 274,399 | −1.8%  |
| 2005                         | 269,574 | −1.8%  |
| 2010                         | 261,146 | −3.1%  |
| 2015                         | 255,439 | −2.2%  |
| 2020                         | 243,223 | −4.8%  |
| Sasebo population statistics |         |        |

## 경제
사세보의 산업은 조선업과 중공업이 중심이다.

## 교통

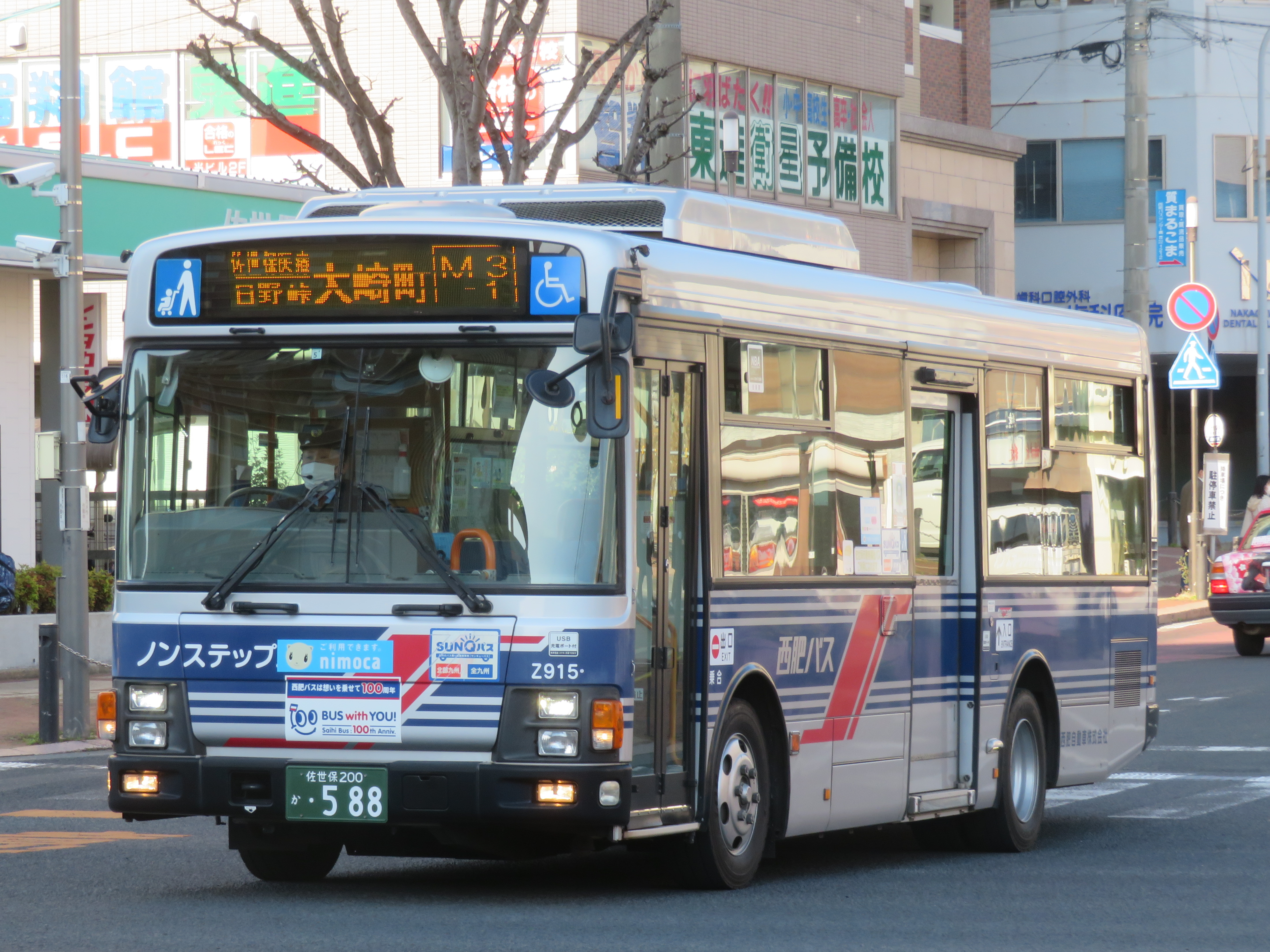
사이히 자동차에서 운행중인 노선버스

### 철도
- 규슈 여객철도
  - 사세보선
  - 오무라선

- 마쓰우라 철도
  - 니시큐슈선

### 도로
- 니시큐슈 자동차도(국도 497호선)
- 국도 35호선
- 국도 202호선
- 국도 204호선
- 국도 205호선
- 국도 384호선
- 국도 498호선

### 버스
- 서일본 철도(니시테쓰 버스)
- 사이히 자동차
- 나가사키현 교통국(일본어판)
- 유타카 교통(일본어판)

### 항구
- 사세보항

## 자매 도시
- 일본 오이타현 구스군 고코노에정(1991년 7월 26일)
- 미국 뉴멕시코주 앨버커키(1966년 11월 1일)
- 미국 캘리포니아주 샌디에이고 샌디에이고 항(1982년 10월 20일)
- 중국 푸젠성 샤먼시(1983년 10월 28일)
- 오스트레일리아 뉴사우스웨일스주 코프스하버(1988년 6월 6일)
- 대한민국 경기도 파주시(2008년 11월 6일)